# Hysterura declinans
Hysterura declinans là một loài bướm đêm trong họ Geometridae.